# Medaille „Parteitagsinitiative der FDJ“
Die Medaille „Parteitagsinitiative der FDJ“ war in der Deutschen Demokratischen Republik (DDR) eine nichtstaatliche Auszeichnung der Freien Deutschen Jugend (FDJ), welche im April 1976 gestiftet wurde. Die Verleihung erfolgte an all jene Jugendlichen der FDJ, die im Zusammenhang mit dem IX. Parteitag der SED hervorragende Arbeit geleistet hatten.

## Aussehen
Die vergoldete Medaille mit einem Durchmesser von 34,5 mm zeigt auf ihrem Avers eine wehende Rote Fahne der Arbeiterklasse, an deren unterer Fahnstange die zweizeilige Inschrift: IX / PARTEITAG zu lesen ist. Umschlossen wird diese Fahne von der Umschrift: PARTEITAGSINITIATIVE DER FDJ die etwa 3/4 des Kreisumfanges ausmacht. Das Revers der Medaille zeigt mittig die dreizeilige kursive Inschrift: FÜR / HOHE / LEISTUNGEN. Getragen wurde die Medaille an einer blau emaillierten Spange mit dem mittigen Symbol der FDJ an der linken oberen Brustseite.